# Jordan Carrillo
Jordan Carrillo Rodríguez (Culiacán, Sinaloa, México, 30 de noviembre de 2001), es un futbolista mexicano que juega como mediocampista en el Club Santos Laguna de la Primera División de México.

## Trayectoria

### Inicios
Jordan tuvo sus inicios con la categoría sub-13 del Club de Fútbol Monterrey, equipo con el que solo tuvo participación en dos partidos. A partir del Apertura 2016, Jordan comenzó a jugar con la categoría sub-15 del Club Santos Laguna y en su primer torneo llegó a la final, la cual perdió ante el Atlas Fútbol Club. La siguiente temporada Jordan subió a la categoría sub-17 en donde logró su primer título con la institución al derrotar al Club Universidad Nacional en la final del torneo Apertura 2017. El siguiente torneo nuevamente se coronó campeón al derrotar al Club de Fútbol Pachuca en la final. A partir del 2019 empezó a jugar con la categoría sub-20, en donde logró ser campeón del torneo Apertura 2019 al derrotar en la final al Club Tijuana.
El 22 de enero de 2020 debutó profesionalmente en la Copa México 2019-20 en la victoria por 4-2 sobre el Club Universidad Nacional. El sábado 26 de julio debutó en el Guard1anes 2020 de la mano del director técnico Guillermo Almada en la derrota por 2-0 ante el Club Deportivo Cruz Azul. El 3 de abril de 2022 anotó su primer gol como profesional en la victoria de Santos ante Pachuca por marcador de 3-1. En junio ganó el Balón de Oro al "Novato del Año" de la temporada 2021-22.

### Real Sporting de Gijón
El 27 de julio de 2022 se oficializó su cesión al Real Sporting de Gijón de España, procedente del Club Santos Laguna. Debutó con el equipo español el 3 de agosto en un partido amistoso contra Deportivo Alavés por el Trofeo Villa de Laguardia. El 11 de septiembre disputó su primer partido oficial con el Sporting en la derrota como locales por 0-2 ante Real Racing Club de Santander. El 8 de abril de 2023 anotó su primer gol con el equipo en la victoria como visitante del Sporting contra Unión Deportiva Ibiza por marcador de 3-1. En junio de 2023, se oficializó que continuará en el equipo una segunda temporada.

### Club Santos Laguna
En enero de 2024 se anunció que Carrillo regresaba a Santos debido a la falta de minutos que tenía en España.

## Selección nacional

### Categorías inferiores

#### Sub-16
En febrero de 2017 fue convocado por Enrique Echeverría para una concentración de una semana realizada en el Centro de Alto Rendimiento de la Federación Mexicana de Futbol.

#### Sub-18
En enero de 2018 fue convocado por primera vez a la categoría por Juan Carlos Ortega. En abril fue convocado por Christopher Cuéllar para una concentración de dos semanas y una gira por Europa. En la gira Jordan logró anotar un gol contra la selección de Portugal. En junio fue llamado por el técnico Marcos Ayala para disputar el Torneo Niigata en Japón. La selección terminó en el segundo lugar de la competencia. En noviembre fue llamado por Mario Alberto Arteaga para una concentración en el CAR.
En enero de 2019 fue convocado de nueva cuenta por Mario Alberto Arteaga para la primera concentración del año. Carrillo anotó un gol en un partido amistoso ante el FC Dallas. En abril participó en una gira por Portugal y Estados Unidos. En septiembre fue convocado nuevamente por Raúl Chabrand para una concentración de una semana en el CAR.

#### Sub-20
En el 2020 fue convocado a lo largo del año a la categoría sub-20 para concentraciones y partidos amistosos. De igual manera, en el 2021 Jordan continuo siendo llamado a concentraciones y amistosos durante todo el año. En marzo, anotó un gol en un partido amistoso en contra de Guatemala.

#### Sub-21
En agosto de 2021 fue convocado por Raúl Chabrand para una concentración de una semana realizada en el CAR. En octubre participó en una gira por España en donde enfrentó a Rumanía y Suecia, en ambos partidos Jordan marco gol y México consiguió el triunfo sobre sus rivales.

#### Sub-23
En junio de 2023 fue convocado por una de las dos selecciones sub-23 que fueron requeridas durante ese mes, una para disputar el Torneo Maurice Revello de 2023 y otra para una gira por Europa donde se jugaron dos partidos amistosos contra España y Francia, Jordan fue llamado para participar en la gira. A finales del mes se anunció la convocatoria para los XXIV Juegos Centroamericanos y del Caribe, en donde Jordan fue incluido. En la competencia, Jordan anotó un gol ante la selección de El Salvador y se consagró campeón al derrotar en la final a Costa Rica.

### Selección absoluta
El 22 de abril de 2022 fue convocado por primera vez a la selección absoluta de México por Gerardo Martino. El 27 de abril debutó con la selección en un partido amistoso contra Guatemala que terminó en un empate a cero.
El 5 de mayo de 2024 fue convocado nuevamente a la selección mayor por Jaime Lozano.

## Estadísticas
Actualizado al último partido jugado el 8 de noviembre de 2024.
| Santos · México                     | 1.ª           | 2020-21       | 6  | 0 | 1 | 0 | ― | ― | 7  | 0 |
| Santos · México                     | 1.ª           | 2021-22       | 26 | 2 | ― | ― | 1 | 0 | 27 | 2 |
| Santos · México                     | 1.ª           | 2022-23       | 3  | 0 | ― | ― | ― | ― | 3  | 0 |
| Santos · México                     | 1.ª           | 2024          | 15 | 1 | ― | ― | ― | ― | 15 | 1 |
| Santos · México                     | 1.ª           | 2024-25       | 13 | 0 | ― | ― | 3 | 0 | 16 | 0 |
| Santos · México                     | Total club    | Total club    | 63 | 3 | 1 | 0 | 4 | 0 | 68 | 3 |
| Real Sporting · España              | 2.ª           | 2022-23       | 20 | 1 | 3 | 0 | ― | ― | 23 | 1 |
| Real Sporting · España              | 2.ª           | 2023-24       | 1  | 0 | 1 | 0 | ― | ― | 2  | 0 |
| Real Sporting · España              | Total club    | Total club    | 21 | 1 | 4 | 0 | 0 | 0 | 25 | 1 |
| Total carrera                       | Total carrera | Total carrera | 84 | 4 | 5 | 0 | 4 | 0 | 93 | 4 |
| (1)Incluye datos de la Copa México. |               |               |    |   |   |   |   |   |    |   |

## Palmarés

### Campeonatos internacionales
| Título                           | Equipo                     | Sede         | Año  |
| -------------------------------- | -------------------------- | ------------ | ---- |
| Torneo Centroamericano de Fútbol | Selección de México Sub-22 | San Salvador | 2023 |